# برلمان كمبوديا
برلمان كمبوديا (بالإنجليزية: Parliament of Cambodia)‏ هو الهيئة التشريعية في كمبوديا، يتكون من المجلس الأعلى مجلس شيوخ كمبوديا
الذي يضم 61 مقعداً، والمجلس الأدنى جمعية كمبوديا الوطنية الذي يضم 123 مقعداً.